# 랜덤지지
| Random.GG Make the World Fun |                                                                          |
|                              |                                                                          |
| 브랜드명                     | 랜덤지지                                                                 |
| 법인명                       | RandomGG, Inc.                                                           |
| 창업자                       | 김지훈 (웨인)                                                            |
| 설립일                       | 2023년 8월 2일                                                           |
| 서비스                       | 인터렉티브 콘텐츠 플랫폼, 창작자 지원 플랫폼, Play Maker, Universe Maker |
| SNS                          |                                                                          |
| 홈페이지                     | 공식 홈페이지                                                            |
| 공식 이메일                  | contact@random.gg                                                        |

## 개요
랜덤지지는 2020년대 초반에 등장한 한국의 IT 스타트업이다. Festa.io의 전 창업자 김지훈(Wayne)이 사이드 프로젝트로 시작했으며, 초기에는 룰렛, 랜덤 팀 생성, 뽑기 상자 등 다양한 랜덤 선택 도구를 제공하는 웹사이트였다. 교육 현장에서의 팀 구성, 게임 커뮤니티의 캐릭터 뽑기 시뮬레이터, 이상형 월드컵, 심리테스트 등의 서비스를 제공하며 초기 성장을 이뤘다.
2023년, 회사는 온라인 방탈출과 머더 미스터리 시장으로 사업 영역을 확장했다. 코로나19 팬데믹으로 인한 오프라인 방탈출의 침체와 중국 쥐번샤(剧本杀) 시장의 성장을 배경으로, 노코드 방식의 온라인 방탈출 또는 머더 미스터리 게임 제작 플랫폼 플레이 메이커를 출시했다. 이 플랫폼을 통해 제작된 <토끼촌: 사라진 소녀의 비밀>은 텀블벅에서 2915%의 펀딩 달성률을 기록했다.
2024년에는 GPT 기술 기반의 세계관 제작 도구 유니버스 메이커를 출시했다. 이는 웹소설 작가, 게임 기획자들을 위한 AI 기반 창작 지원 도구로, 회사의 AI 기술 역량을 보여주는 대표적인 서비스가 되었다.
현재 회사는 "디즈니를 뛰어넘는 컨텐츠 회사"라는 포부를 가지고 있다. 본사는 미국에 위치해 있으며, 2024년 기준 월간 활성 사용자 10만 명을 보유하고 있다.
Steam과 앱스토어 진출을 준비하고 있으며, 특히 중국의 쥐번샤 시장 진출을 위한 콘텐츠 현지화 작업을 진행 중이다. 회사의 주요 수익원은 오리지널 콘텐츠 제작 판매, 크리에이터 생태계 플랫폼 수수료, SEO 기반 광고 수익으로 구성되어 있다.
회사 조직 문화의 특징으로는 게임 닉네임 형식의 호칭 체계를 들 수 있다. 직원들은 Wayne, Chris, Dino 등의 닉네임으로 서로를 호칭하며, 이는 회사의 인터랙티브 콘텐츠 기업으로서의 정체성을 반영한다.

## 주요 서비스

### Play Maker
Random.GG의 대표적인 서비스로, 온라인 방탈출과 머더 미스터리 게임을 제작할 수 있는 노코드 플랫폼이다. 프로그래밍 지식 없이 웹 기반으로 고품질의 인터랙티브 콘텐츠를 제작할 수 있는 점이 특징이다.
플레이 메이커로 제작된 대표작으로는 <토끼촌: 사라진 소녀의 비밀>이 있다. 이 작품은 텀블벅 펀딩에서 2915%의 달성률을 기록하며 화제를 모았다. 또한 <인피니티 큐브: Night House>, <마지막 알고리듬> 등의 성공작을 배출했다.
특히 실시간 멀티플레이어 지원 기능이 주목할 만하다. 실시간 채팅과 음성 통화를 지원하며, Figma 스타일의 직관적인 인터페이스를 제공한다. 이는 기존 메타버스 플랫폼과 차별화되는 방탈출 게임 특화 기능으로 평가받고 있다.

### Universe Maker
2024년에 출시된 AI 기반 세계관 제작 도구로, GPT 기술을 활용한 'Mago AI'를 탑재하여 창작자들의 세계관 구축을 지원한다. 웹소설, 웹툰, 게임 등 다양한 창작물의 세계관을 체계적으로 관리할 수 있는 것이 특징이다.

## 비즈니스 모델
Random.GG는 크게 세 가지 수익 모델을 운영하고 있다.
- 오리지널 콘텐츠 제작: 자체적으로 온라인 방탈출, 머더 미스터리 등의 콘텐츠를 제작해 판매
- 크리에이터 생태계: 플레이 메이커를 통해 제작된 콘텐츠들이 거래되는 마켓플레이스를 운영 (로블록스와 유사한 플랫폼 모델)
- SEO 기반 광고 수익: 웹사이트 바이럴 콘텐츠를 통한 광고 수익 창출

## 성장 전략
Random.GG는 글로벌 시장 진출을 적극 추진하고 있다. 미국 법인 설립으로 Steam, 앱스토어 등 다양한 플랫폼으로의 진출을 준비 중이며, 한국의 방탈출 콘텐츠를 글로벌 시장에 소개하는 것을 목표로 한다.
특히 중국의 쥐번샤(剧本杀) 시장에 주목하고 있으며, 이 시장을 겨냥한 콘텐츠 현지화를 준비 중이다.

## 영향력
Random.GG는 한국의 방탈출 게임과 머더 미스터리 시장의 디지털 전환을 선도하고 있다. 코로나19 이후 비대면 엔터테인먼트 수요 증가에 따라 온라인 방탈출 게임 분야에서 선구자적 역할을 하고 있다.
또한 Universe Maker를 통해 AI 기술을 창작 도구에 접목시켜 차세대 창작 플랫폼으로서 가능성을 주목받고 있다. 이는 한국의 웹소설, 웹툰 시장 성장과 맞물려 큰 시너지를 낼 것으로 예상된다.

## 향후 전망
2024년을 기점으로 급격한 성장세를 보이는 Random.GG는 플레이 메이커와 Universe Maker를 통한 크리에이터 생태계 구축에 주력하고 있으며, 이를 통해 제2의 로블록스로 성장하는 것을 목표로 하고 있다.
장기적으로는 디즈니와 같은 종합 엔터테인먼트 기업으로의 성장을 꿈꾸며, 인터랙티브 콘텐츠, 캐릭터 사업, 테마파크 건설까지를 목표로 하고 있다.

## 같이 보기
- Play Maker
- Universe Maker